# ICC Intercontinental Cup
O ICC Intercontinental Cup é um torneio de críquete organizado pelo Conselho Internacional de Críquete como parte do programa de desenvolvimento do críquete.

## Finais
| Ano     | Campeão | Vice-campeão |
| ------- | ------- | ------------ |
| 2004    | Escócia | Canadá       |
| 2005    | Irlanda | Quênia       |
| 2006–07 | Irlanda | Canadá       |
| 2007–08 | Irlanda | Namíbia      |
| 2009–10 |         |              |